# Canalização (genética)
A Canalização é a habilidade de uma população produzir o mesmo fenótipo apesar de variações ambientais ou em seu genótipo. Uma forma de estabilidade fenotípica. O Termo  foi criado por C. H. Waddington, que também propôs um mecanismo developmental para o mesmo. Posteriormente, Waddington também introduziu o conceito de paisagem epigenética, em que uma característica canalizada é ilustrada como um vale composto por altas montanhas que conduz de forma segura o fenótipo ao seu "destino".
Há dois tipos de canalização: genética e ambiental. A canalização genética refere-se à diferentes genótipos produzindo o mesmo fenótipo, enquanto a ambiental refere-se ao mesmo genótipo produzindo o mesmo fenótipo apesar de variações no ambiente.
A canalização genética poderia permitir a capacitância evolutiva, em que diversidade genética acumula-se em uma população com o passar do tempo, mas sem mudanças no genótipo. Esta diversidade oculta poderia então passar a ser expressa devido a mudanças extremas no ambiente, permitindo uma rápida resposta evolutiva.
Um recente exemplo em biologia molecular foi proposto por Rutherford & Lindquist. Outros experimentos e discussões podem ser encontrados em.